# Contusione
Le contusioni sono lesioni conseguenza di un trauma diretto che non provoca una discontinuità dei tessuti biologici (nel qual caso, invece, si deve parlare più propriamente di ferita).
Quando l'evento traumatico ha una intensità tanto elevata da provocare oltre al fatto contusivo anche una rottura dei tessuti, di solito non lineare e a margini sfrangiati, si parla di ferita: lacero-contusa.

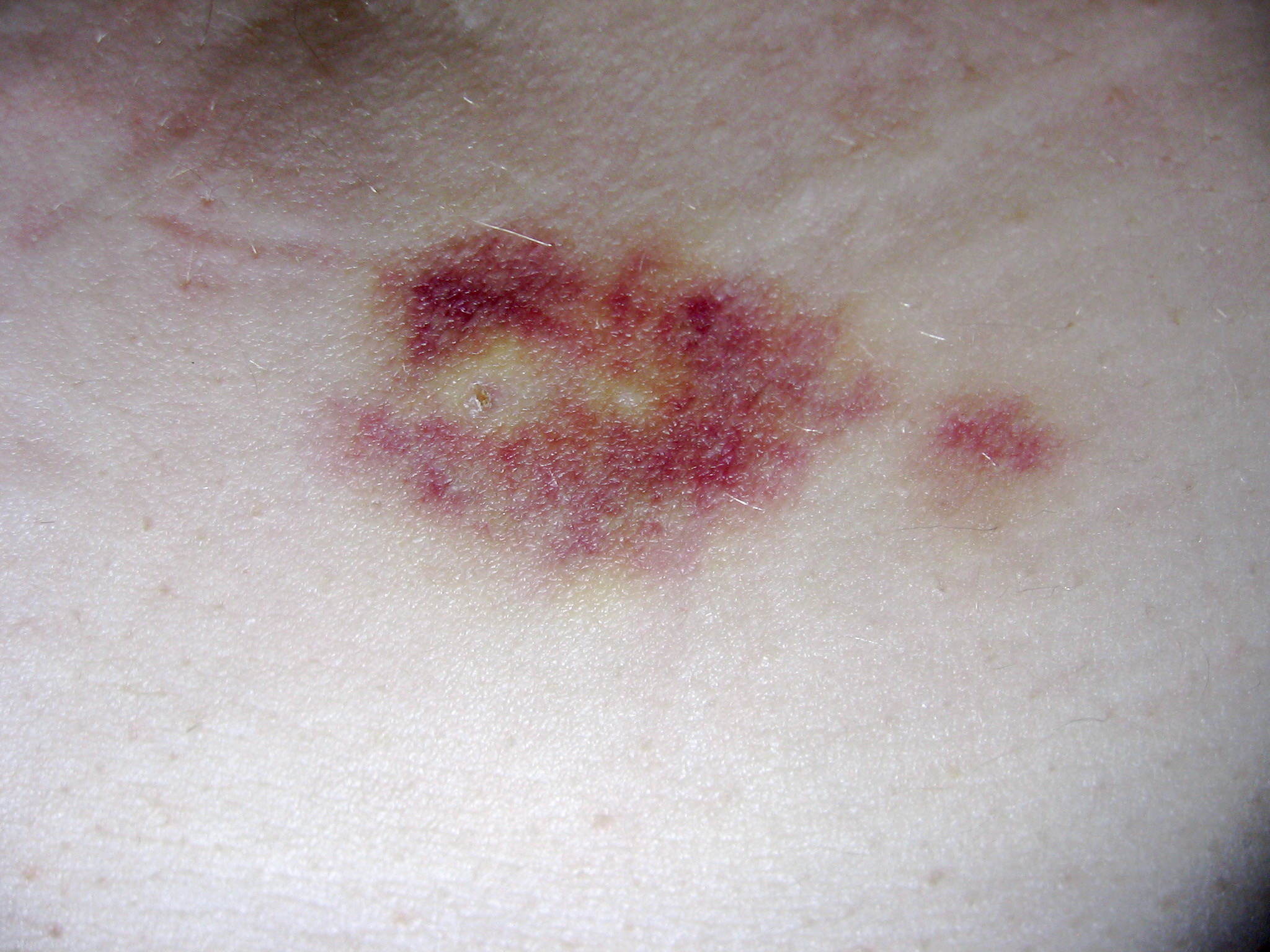
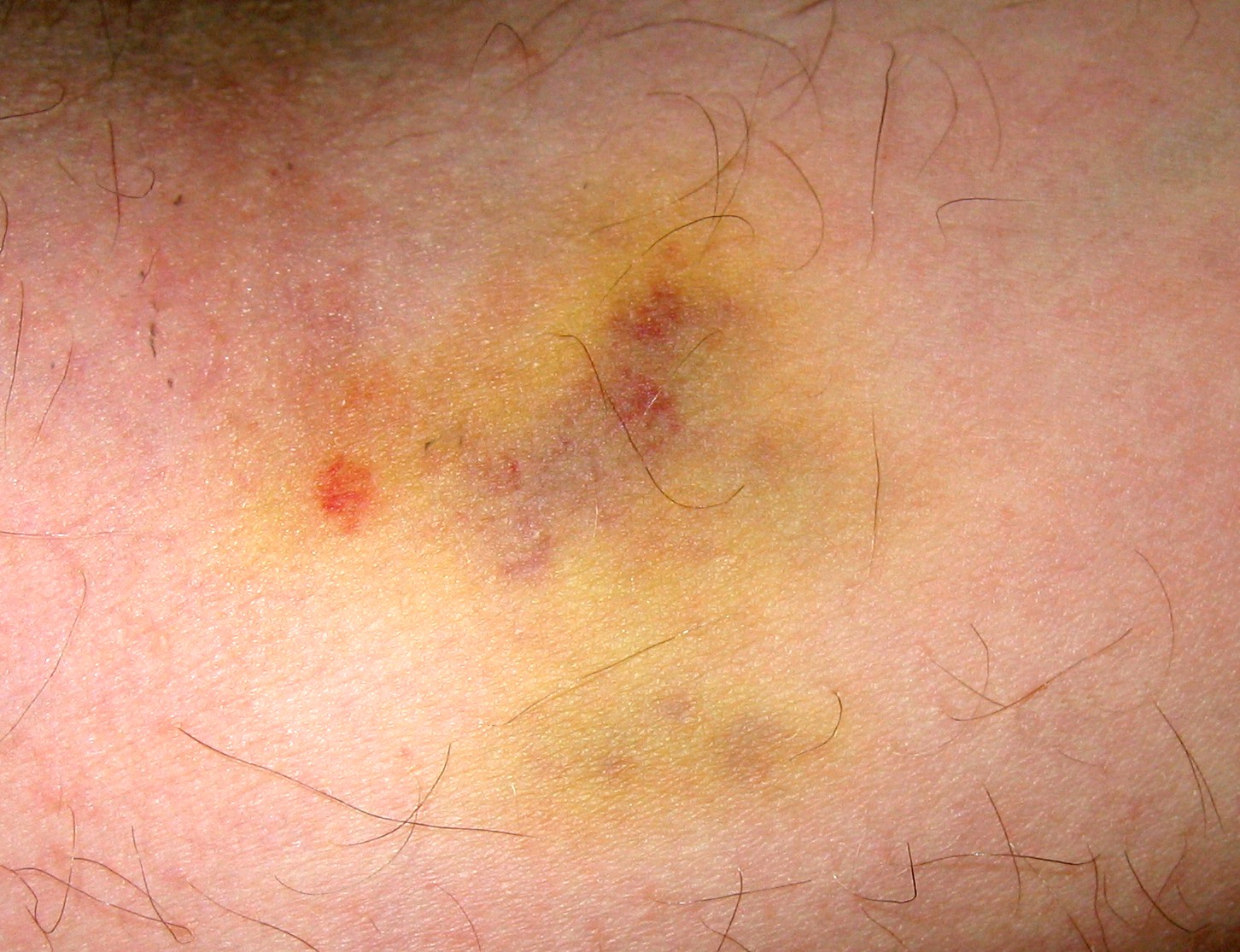
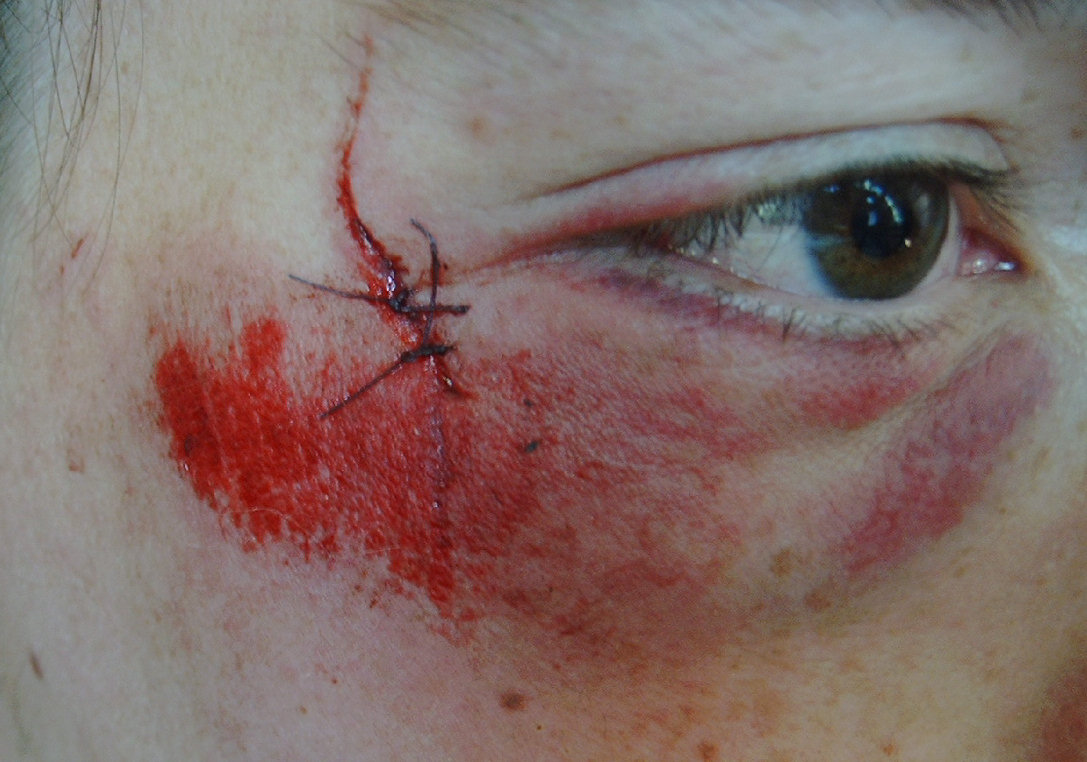
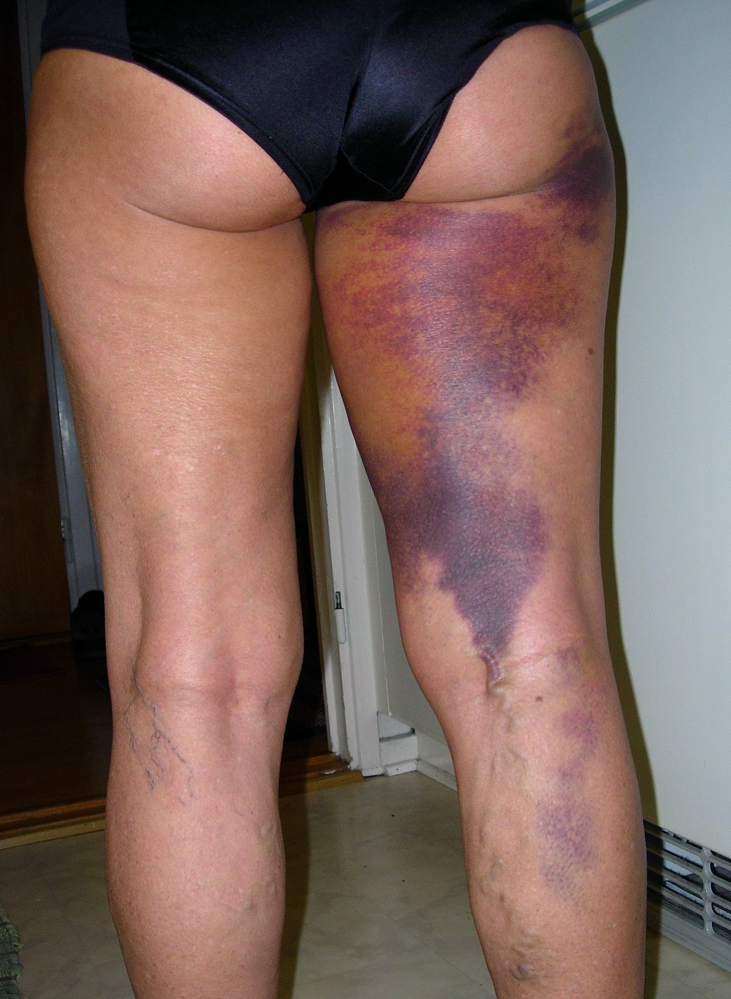
Contusione.

## Classificazione
Nell'ambito delle contusioni si possono distinguere:
- ecchimosi: lesioni caratterizzate dalla rottura di piccoli capillari, con modesto stravaso ematico, mentre lo strato superficiale rimane integro;
- ematoma: lesione in cui si ha la rottura di vasi sanguigni più grandi con conseguente emorragia significativa. La raccolta di sangue può rimanere circoscritta o infiltrare i tessuti circostanti;
- abrasione: caratterizzata da micro rotture degli strati più superficiali dell'epidermide;
- escoriazione: Si definisce escoriazione una qualsiasi ferita superficiale della pelle: stiamo parlando di un'asportazione di strati epidermici più o meno ampi, una sorta di spellatura, causata da urti, sfregamenti o raschiature contro superfici ruvide;